# ザグレブ植物園
ザグレブ植物園（ザグレブしょくぶつえん、クロアチア語: Botanički vrt u Zagrebu）は、クロアチアの首都ザグレブに存在する、19世紀に開設された植物園である。一般公開を取り止めた時期があったものの、2018年現在は一般公開されている。

## 歴史

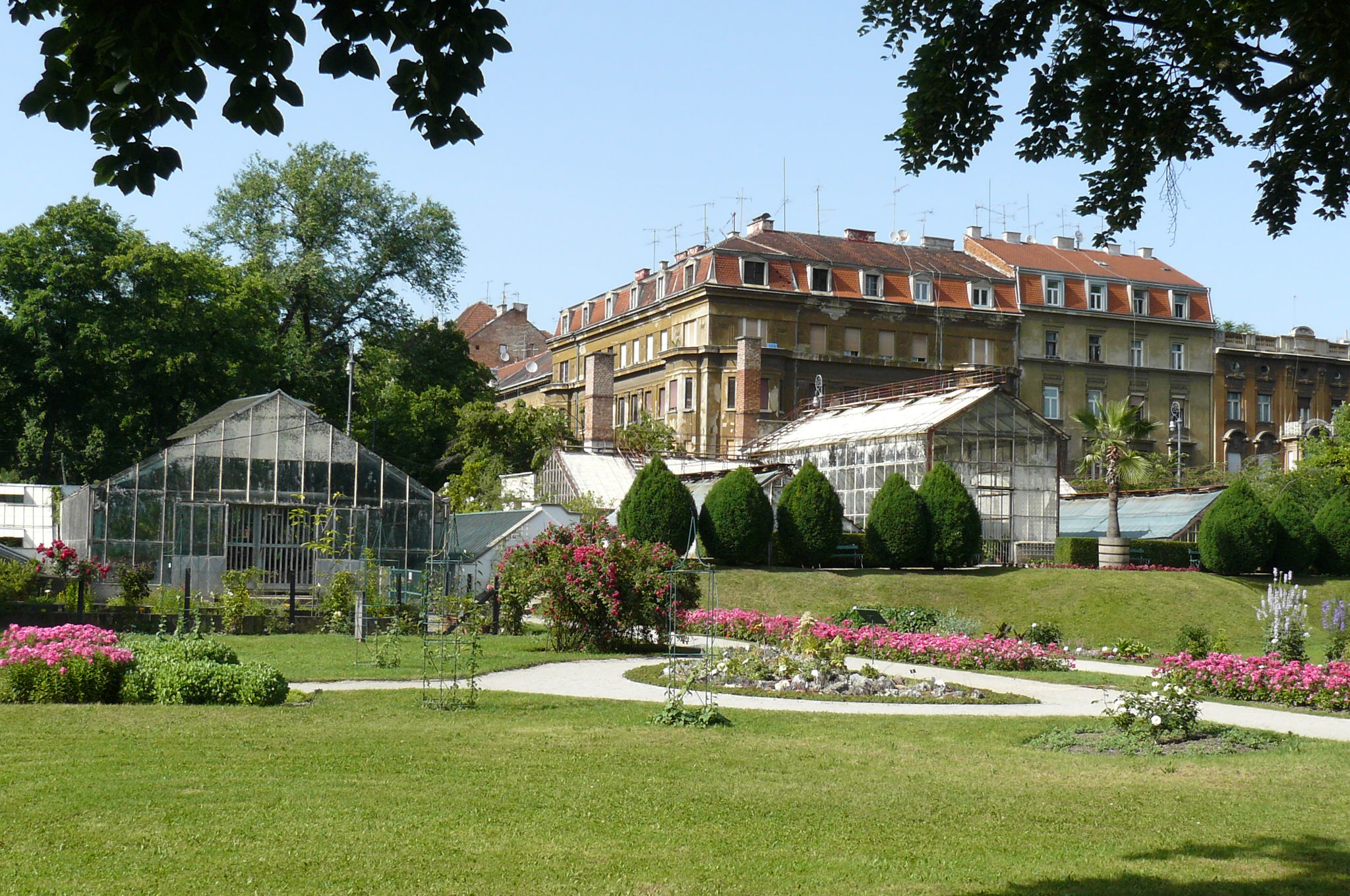
ザグレブ植物園の温室。温室の温度を維持するためのボイラーは、開設から100年目の1989年に大規模な改修が行われた。

### 黎明期
ザグレブ植物園は、元々ザグレブ大学において植物学分野では最初の教授であったブフスラフ・イルシュ（Bohuslav Jiruš）が、大学での教育のための植物園として発案したものだった。それは、ブフスラフ・イルシュの後継者の手によって実行に移されることとなり、1889年にザグレブ大学の教授であったアントン・ヘインツ（Anton Hejintz）によってザグレブ植物園が設立された。植物園の建設工事が始まったのは1890年であり、園内に植物が初めて植えられたのは1892年のことであった。1892年以降、園内には2つの人工の池や噴水、公共トイレなども整備されていった。1908年には、植物園に植えるための植物を、ザグレブだけではなく、サモボルやゴルスキ・コタルなどに生育していた合計128種類の植物を、生きたままの状態で集めてくるということも行われた。

### 世界大戦の影響

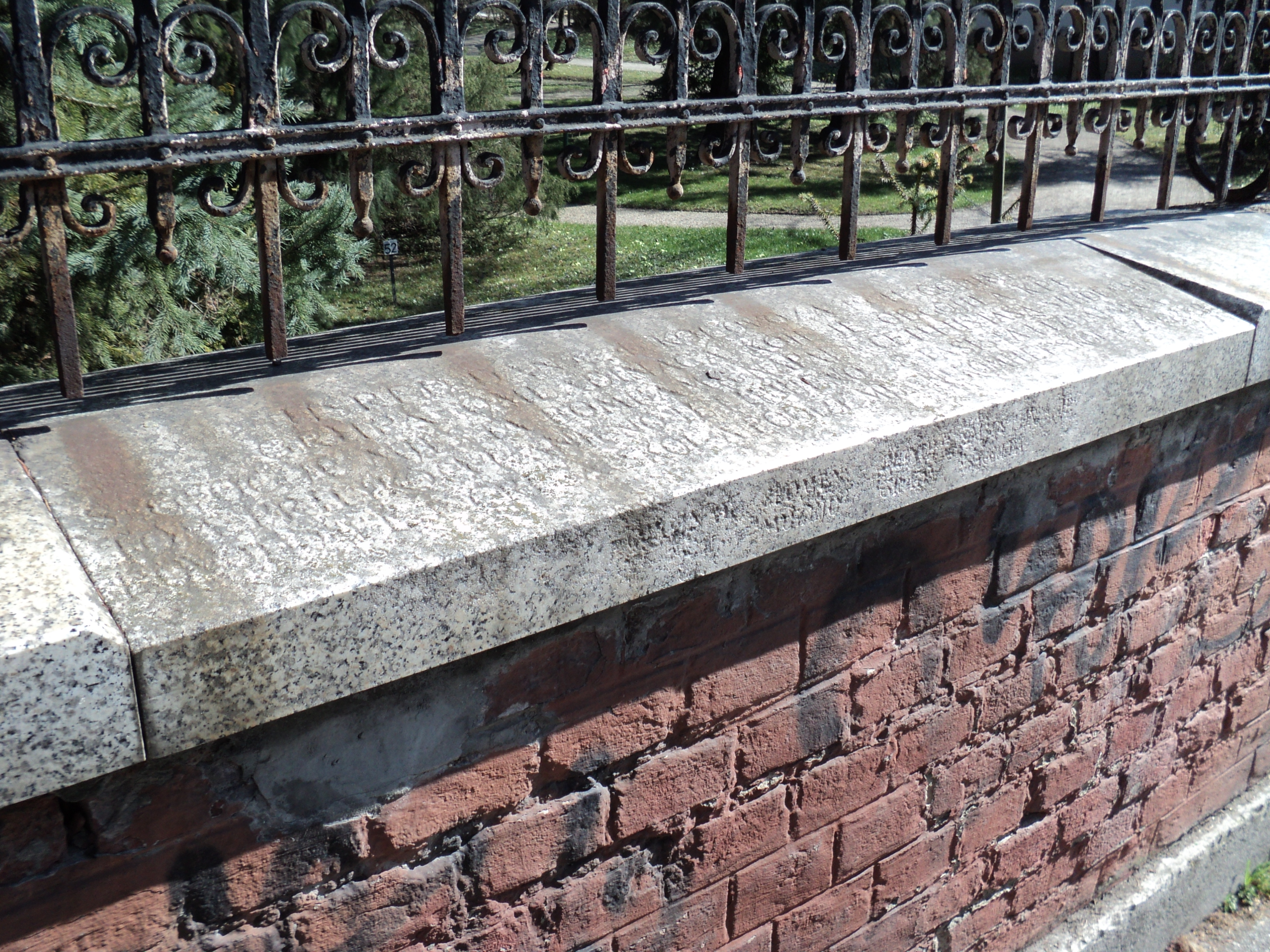
ザグレブ植物園付近に残る、第2次世界大戦中の1941年に攻撃を受けた痕。2012年撮影。

しかし、その後に勃発した第一次世界大戦や経済危機の影響によって、ザグレブ植物園は一時期、一般公開を取り止める事態に陥った。そのような中でも1927年には、クロアチアで見られる植物相を園内で再現すべく、施設の増設が行われた。クロアチアにはカルスト地形の語源となったカルスト地方が存在するなど、石灰岩質の地形が広範囲で見られる。この1927年の増設は、石灰岩質の地域の植物相を再現するためのものであった。ところが、1940年代には第二次世界大戦によって被害を受け、再び一般公開を取り止める事態に陥った。しかし公開できない状態になったとは言え、戦時中も植物園の根幹部分だけは維持していた。

### 第二次世界大戦後の復興
戦争による被害箇所を修復し、元通りの水準にまで状態を回復させるべく、ザグレブ植物園では1948年に植物園のディレクターの役職を創設した。クロアチアの国土には山岳地帯が広がっているが、ディレクターが置かれた翌年の1949年には山岳地帯の植物相を再現するための整備が行われた。続いて、1954年と1965年には地中海地域の植物相を再現するための整備が行われた。こうした中、1971年にはユーゴスラビア連邦を構成する共和国の1つであったクロアチア共和国から歴史的に重要な施設として、ザグレブ植物園は保護されることが決定された。その後も園内の整備は続き、1983年にはヨーロッパ西部の植物相を再現するための整備が行われた。また、創設から100周年に当たる1989年には、これまで温室の暖房に用いてきた石炭火力によるボイラーに代わって、ガスによるボイラーが完成して稼動を始めた。

### 資金難による閉園と再開
ところで、クロアチアは1991年にユーゴスラビア連邦からの分離独立の際にも戦争状態となり、攻撃を受けた。また、クロアチアの一部でセルビア人勢力が分離独立を目指すなど、1995年までクロアチアでは内戦が発生した。ザグレブ植物園は資金不足に陥り、一時的に閉園した。
しかし、ザグレブ市とザグレブ大学による支援によって、この危機も乗り切り、再開園にこぎつけた。
さらに2009年には、地中海地域でも、特に日照時間の長い地域の植物相を再現するための整備も行われた。
2018年現在、ザグレブ植物園は無料で入園できるものの、将来的には入場料を徴収することも検討されている。

## ザグレブ市内への移植
既述の通り、ザグレブ植物園にはクロアチアに自生する植物も集められており、その一部はザグレブ市内から集められた植物もあった。一方で、ザグレブ市内の公園などには、ザグレブ植物園内で栽培されていた植物を移植した例も見られる。

## 交通

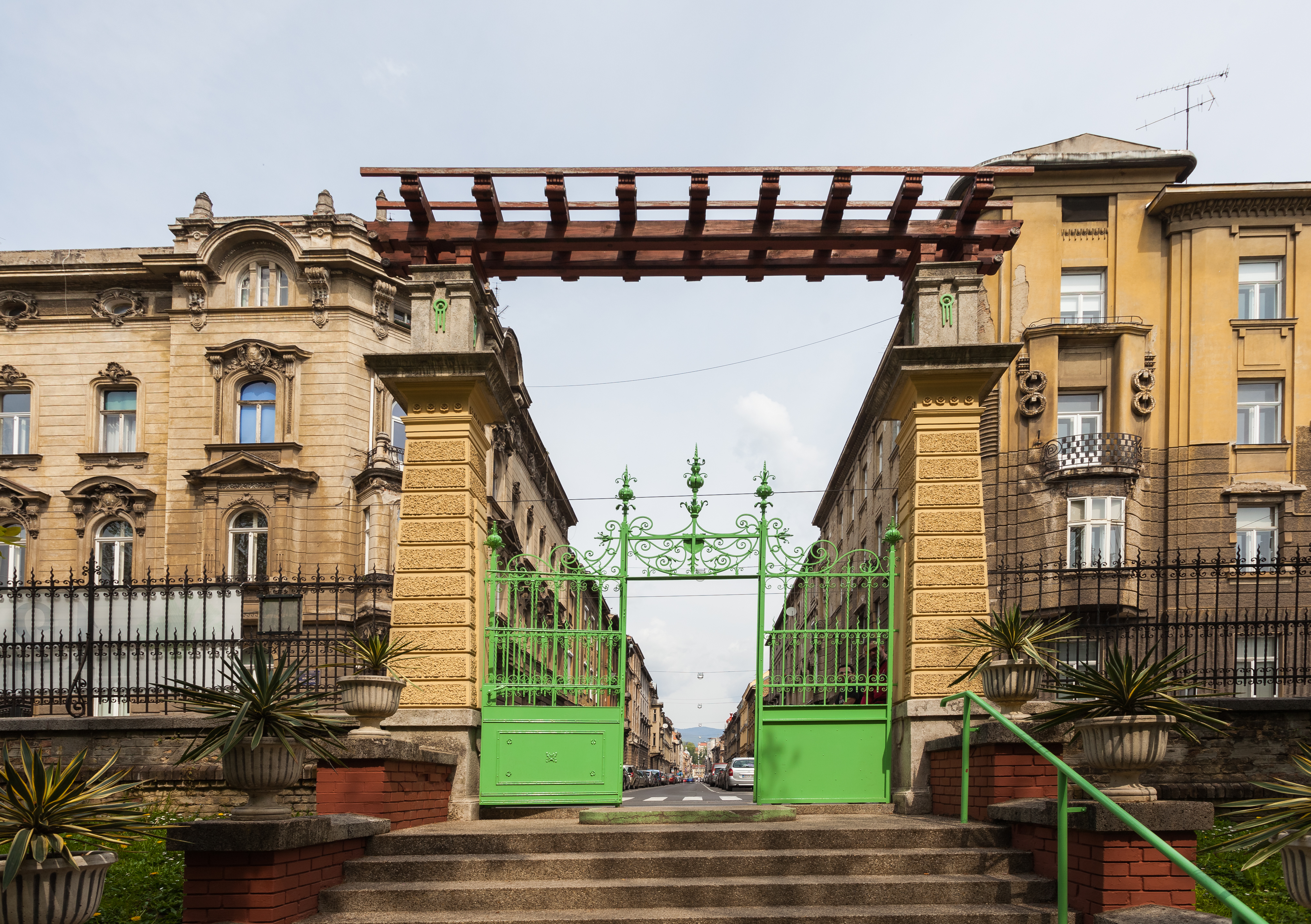
ザグレブ植物園の入口。

ザグレブ植物園は、クロアチア鉄道のザグレブ中央駅の西、数百メートルに位置する。なお、植物園の敷地面積は、約0.047 km2であり、敷地の南側は、ザグレブ中央駅から西に延びる線路に接している。
また、ザグレブ市内には路面電車が走っており、路面電車ならば植物園の入口近くにまで直接行くことが可能である。